# Origins (album d'Imagine Dragons)
Pour les articles homonymes, voir Origins.
Albums de Imagine Dragons
Evolve
(2017) Mercury – Acts 1 & 2
(2021, 2022)
Singles
1. Natural
Sortie : 17 juillet 2018
2. Zero
Sortie : 19 septembre 2018
3. Machine
Sortie : 31 octobre 2018
4. Bad Liar
Sortie : 6 novembre 2018
5. Birds
Sortie : 20 juin 2019

Origins est le quatrième album studio du groupe de rock alternatif américain Imagine Dragons, sorti le 9 novembre 2018.

## Contexte
L'album est sorti moins d'un an et demi après son prédécesseur, Evolve publié en juin 2017. Le chanteur Dan Reynolds explique que les membres du groupe avaient continué à composer des chansons après la sortie d'Evolve, et plutôt que de prendre une pause après la tournée Evolve World Tour, ils avaient décidé de les sortir sans attendre car elles correspondaient à un état d'esprit dans lequel le groupe se trouvait et qui n'aurait plus été le même plus tard. Reynolds estime qu'Origins est un peu la « petite sœur » d'Evolve, que les deux albums se complètent parfaitement.

## Singles
Le 17 juillet 2018, un premier single nommé Natural sort. Selon Billboard, il se place en 13ème place des ventes aux États-Unis lors de la semaine de sa sortie. Le clip vidéo sort le 24 août 2018. 
Le 19 septembre 2018 sort le deuxième single, qui se nomme Zero. Cette chanson fait partie de la bande originale du film d'animation Disney Ralph 2.0. Le clip vidéo, faisant de nombreuses références aux jeux vidéos des années 1990, sort le 23 octobre 2018.
Le troisième single sort le 31 octobre 2018. Il s'agit de Machine.
Le quatrième et dernier single nommé Bad Liar sort le 6 novembre 2018. 

## Liste des titres
Liste des titres :
| Origins – Édition régulière | Origins – Édition régulière           | Origins – Édition régulière                                                                                                | Origins – Édition régulière      | Origins – Édition régulière | Origins – Édition régulière | Origins – Édition régulière | Origins – Édition régulière | Origins – Édition régulière | Origins – Édition régulière |
| No                          | Titre                                 | Auteur | Producteur(s)                    | Durée                       |                             |                             |                             |                             |                             |
| --------------------------- | ------------------------------------- | --- | -------------------------------- | --------------------------- | --------------------------- | --------------------------- | --------------------------- | --------------------------- | --------------------------- |
| 1.                          | Natural                               | - Daniel Reynolds - Benjamin McKee - Wayne Sermon - Daniel Platzman - Mattias Larsson - Robin Fredriksson - Justin Tranter | Mattman & Robin                  | 3:09                        |                             |                             |                             |                             |                             |
| 2.                          | Boomerang                             | - Reynolds - McKee - Sermon - Platzman - Jorgen Odegard                                                                    | Jorgen Odegard                   | 3:07                        |                             |                             |                             |                             |                             |
| 3.                          | Machine                               | - Reynolds - McKee - Sermon - Platzman - Alexander Grant                                                                   | Alex da Kid                      | 3:01                        |                             |                             |                             |                             |                             |
| 4.                          | Cool Out                              | - Reynolds - McKee - Sermon - Platzman - Timothy Randolph                                                                  | - Tim Randolph - Mattman & Robin | 3:37                        |                             |                             |                             |                             |                             |
| 5.                          | Bad Liar                              | - Reynolds - McKee - Sermon - Platzman - Aja Volkman - Odegard                                                             | Jorgen Odegard                   | 4:20                        |                             |                             |                             |                             |                             |
| 6.                          | West Coast                            | - Reynolds - McKee - Sermon - Platzman                                                                                     | Imagine Dragons                  | 3:37                        |                             |                             |                             |                             |                             |
| 7.                          | Zero (from Ralph Breaks the Internet) | - Reynolds - McKee - Sermon - Platzman - Jonathan Hill                                                                     | John Hill                        | 3:30                        |                             |                             |                             |                             |                             |
| 8.                          | Bullet in a Gun                       | - Reynolds - McKee - Sermon - Platzman - Grant - Jayson DeZuzio                                                            | - Alex Da Kid - DeZuzio          | 3:24                        |                             |                             |                             |                             |                             |
| 9.                          | Digital                               | - Reynolds - McKee - Sermon - Platzman - Grant                                                                             | Alex da Kid                      | 3:21                        |                             |                             |                             |                             |                             |
| 10.                         | Only                                  | - Reynolds - McKee - Sermon - Platzman - Larsson - Fredriksson - Tranter                                                   | Mattman & Robin                  | 3:00                        |                             |                             |                             |                             |                             |
| 11.                         | Stuck                                 | - Reynolds - McKee - Sermon - Platzman - Grant                                                                             | - Alex da Kid - DeZuzio          | 3:10                        |                             |                             |                             |                             |                             |
| 12.                         | Love                                  | - Reynolds - McKee - Sermon - Ido Zmishlany                                                                                | Zmishlany                        | 2:46                        |                             |                             |                             |                             |                             |
| 40:21                       |                                       | |                                  |                             |                             |                             |                             |                             |                             |

| Origins – Édition Deluxe | Origins – Édition Deluxe | Origins – Édition Deluxe                                                          | Origins – Édition Deluxe | Origins – Édition Deluxe | Origins – Édition Deluxe | Origins – Édition Deluxe | Origins – Édition Deluxe | Origins – Édition Deluxe | Origins – Édition Deluxe |
| No                       | Titre                    | Auteur                                                                            | Producteur(s)            | Durée                    |                          |                          |                          |                          |                          |
| ------------------------ | ------------------------ | --------------------------------------------------------------------------------- | ------------------------ | ------------------------ | ------------------------ | ------------------------ | ------------------------ | ------------------------ | ------------------------ |
| 13.                      | Birds                    | - Daniel Reynolds - Benjamin McKee - Wayne Sermon - Daniel Platzman - Joel Little | Little                   | 3:39                     |                          |                          |                          |                          |                          |
| 14.                      | Burn Out                 | - Reynolds - McKee - Sermon - Platzman                                            | Imagine Dragons          | 4:33                     |                          |                          |                          |                          |                          |
| 15.                      | Real Life                | - Reynolds - McKee - Sermon - Platzman - Timothy Randolph                         | Tim Randolph             | 4:07                     |                          |                          |                          |                          |                          |
| 52:21                    |                          |                                                                                   |                          |                          |                          |                          |                          |                          |                          |

| Origins – Édition Deluxe Physique | Origins – Édition Deluxe Physique | Origins – Édition Deluxe Physique                            | Origins – Édition Deluxe Physique | Origins – Édition Deluxe Physique | Origins – Édition Deluxe Physique | Origins – Édition Deluxe Physique | Origins – Édition Deluxe Physique | Origins – Édition Deluxe Physique | Origins – Édition Deluxe Physique |
| No                                | Titre                             | Auteur                                                       | Producteur                        | Durée                             |                                   |                                   |                                   |                                   |                                   |
| --------------------------------- | --------------------------------- | ------------------------------------------------------------ | --------------------------------- | --------------------------------- | --------------------------------- | --------------------------------- | --------------------------------- | --------------------------------- | --------------------------------- |
| 16.                               | Born to Be Yours (with Kygo)      | - Kyrre Gorvell-Dahll - Reynolds - McKee - Sermon - Platzman | Kygo                              | 3:13                              |                                   |                                   |                                   |                                   |                                   |
| 55:34                             |                                   |                                                              |                                   |                                   |                                   |                                   |                                   |                                   |                                   |

## Classements hebdomadaires
| Classement (2018)                  | Meilleure place |
| ---------------------------------- | --------------- |
| Allemagne (Media Control AG)       | 6               |
| Australie (ARIA)                   | 4               |
| Autriche (Ö3 Austria Top 40)       | 2               |
| Belgique (Flandre Ultratop)        | 6               |
| Belgique (Wallonie Ultratop)       | 7               |
| Canada (Canadian Albums Chart)     | 1               |
| Danemark (Tracklisten)             | 6               |
| Écosse (OCC)                       | 13              |
| Espagne (Promusicae)               | 6               |
| États-Unis (Billboard 200)         | 2               |
| Finlande (Suomen virallinen lista) | 4               |
| France (SNEP)                      | 5               |
| Italie (FIMI)                      | 5               |
| Norvège (VG-lista)                 | 2               |
| Nouvelle-Zélande (RIANZ)           | 3               |
| Pays-Bas (Mega Album Top 100)      | 3               |
| Portugal (AFP)                     | 3               |
| Royaume-Uni (UK Albums Chart)      | 9               |
| Suède (Sverigetopplistan)          | 2               |
| Suisse (Schweizer Hitparade)       | 2               |

## Certifications
| Pays              | Certification |
| ----------------- | ------------- |
| États-Unis (RIAA) | Platine       |
| France (SNEP)     | Platine       |
| Italie (FIMI)     | Or            |
| Royaume-Uni (BPI) | Argent        |